# Discografia de Colbie Caillat
Esta é a discografia da cantora norte-americana Colbie Caillat.

## Álbuns

### Álbuns de estúdio
| Ano                                                 | Detalhes do álbum | Melhores posições | Melhores posições | Melhores posições | Melhores posições | Melhores posições | Melhores posições | Melhores posições | Melhores posições | Melhores posições | Melhores posições | Vendas                      | Certificações           |
| Ano                                                 | Detalhes do álbum | US                | AUS               | AUT               | CAN               | FRA               | GER               | NL                | NZ                | SWI               | UK                | Vendas                      | Certificações           |
| --------------------------------------------------- | --- | ----------------- | ----------------- | ----------------- | ----------------- | ----------------- | ----------------- | ----------------- | ----------------- | ----------------- | ----------------- | --------------------------- | ----------------------- |
| 2007                                                | Coco - Lançado: 17 de julho de 2007 - Gravadora: Universal Republic - Formatos: CD, digital download                       | 5                 | 13                | 26                | 12                | 15                | 15                | 11                | 12                | 23                | 44                | - : 2,100,000 - : 5,000,000 | - : 2× Platina - : Ouro |
| 2009                                                | Breakthrough - Released: 25 de agosto 2009 - Gravadora: Universal Republic - Formatos: CD, digital download                | 1                 | 59                | 10                | 5                 | 23                | 9                 | 24                | 31                | 10                | 109               | - : 700,000 - : 3,500,000   | - : Ouro                |
| 2011                                                | All of You - Lançado: 12 de julho de 2011 - Gravadora: Universal Republic - Formatos: CD, digital download                 | 6                 | 49                | 24                | 10                | 63                | 11                | 55                | —                 | 7                 | 105               | - : 331,000 - : 1,500,000   |                         |
| 2012                                                | Christmas in the Sand - Lançamento: 23 de Outubro de 2012 - Gravadora: Universal Republic - Formatos: CD, download digital | 41                | —                 | —                 | —                 | —                 | —                 | —                 | —                 | —                 | —                 | - : 100,000                 |                         |
| 2014                                                | Gypsy Heart - Lançado: 30 de setembro de 2014 - Gravadora: Universal Republic - Formatos: CD, digital download             | 17                | —                 | —                 | —                 | —                 | —                 | —                 | —                 | 62                | —                 | - : 91,000                  |                         |
| 2016                                                | The Malibu Sessions - Lançado: 7 de outubro de 2016 - Gravadora: PlummyLou Records - Formatos: CD, digital download        | 35                | —                 | —                 | —                 | —                 | —                 | —                 | —                 | —                 | —                 | - : 30,000                  |                         |
| "—" denota lançamentos que não entraram nos charts. | |                   |                   |                   |                   |                   |                   |                   |                   |                   |                   |                             |                         |

### Extended plays
| Ano  | Detalhes do álbum                                                                   | US  |
| ---- | ----------------------------------------------------------------------------------- | --- |
| 2008 | Coco: Summer Sessions - Lançado: 11 de novembro de 2008 - Formato: Digital download | 176 |
| 2010 | iTunes Session - Lançado: 26 de janeiro de 2010 - Formato: Digital download         | 72  |

## Singles
| Single                                    | Ano  | Melhores posições | Melhores posições | Melhores posições | Melhores posições | Melhores posições | Melhores posições | Melhores posições | Melhores posições | Melhores posições | Melhores posições | Certificações                      | Álbum                 |
| Single                                    | Ano  | US                | US Adult          | AUS               | AUT               | CAN               | GER               | NL                | NZ                | SWI               | UK                | Certificações                      | Álbum                 |
| ----------------------------------------- | ---- | ----------------- | ----------------- | ----------------- | ----------------- | ----------------- | ----------------- | ----------------- | ----------------- | ----------------- | ----------------- | ---------------------------------- | --------------------- |
| "Bubbly"                                  | 2007 | 5                 | 1                 | 1                 | 6                 | 2                 | 10                | 5                 | 6                 | 11                | 58                | - RIAA: 2× Platina - ARIA: Platina | Coco                  |
| "Realize"                                 | 2008 | 20                | 6                 | —                 | —                 | 37                | —                 | 61                | —                 | —                 | —                 | - RIAA: Platina                    | Coco                  |
| "The Little Things"                       | 2008 | 107               | 16                | —                 | 60                | —                 | 51                | 41                | —                 | —                 | —                 |                                    | Coco                  |
| "Somethin' Special (Beijing Olympic Mix)" | 2008 | 98                | —                 | —                 | —                 | —                 | —                 | —                 | —                 | —                 | —                 |                                    | Coco                  |
| "Lucky"                                   | 2009 | 48                | 8                 | —                 | 44                | 56                | 22                | 8                 | —                 | 21                | 149               | - RIAA: Ouro                       | Breakthrough          |
| "Fallin' for You"                         | 2009 | 12                | 2                 | 63                | 13                | 28                | 16                | 62                | 31                | 21                | 126               | - RIAA: Platina                    | Breakthrough          |
| "I Never Told You"                        | 2010 | 48                | 3                 | —                 | —                 | —                 | —                 | —                 | —                 | —                 | —                 | - RIAA: Ouro                       | Breakthrough          |
| "I Do"                                    | 2011 | 23                | 7                 | —                 | 30                | —                 | 33                | —                 | —                 | —                 | —                 | - RIAA: Ouro                       | All of You            |
| "Brighter Than the Sun"                   | 2011 | 47                | 2                 | 94                | 31                | 75                | 44                | —                 | —                 | 55                | —                 | - RIAA: Platina                    | All of You            |
| "Favorite Song"                           | 2012 | —                 | 21                | —                 | —                 | —                 | —                 | —                 | —                 | —                 | —                 |                                    | All of You            |
| "Christmas in the Sand"                   | 2012 | —                 | 16                | —                 | —                 | —                 | —                 | —                 | —                 | —                 | —                 |                                    | Christmas in the Sand |
| "Hold On"                                 | 2013 | 104               | 13                | —                 | —                 | 67                | 55                | —                 | 25                | —                 | —                 |                                    | Gypsy Heart           |
| "Try"                                     | 2014 | 55                | 6                 | 67                | —                 | 56                | —                 | —                 | —                 | —                 | —                 | - RIAA: Platina                    | Gypsy Heart           |
| "Goldmine"                                | 2016 | —                 | 37                | —                 | —                 | —                 | —                 | —                 | —                 | —                 | —                 |                                    | The Malibu Sessions   |
| "Never Got Away"                          | 2016 | —                 | —                 | —                 | —                 | —                 | —                 | —                 | —                 | —                 | —                 |                                    | The Malibu Sessions   |

### Como artista convidada
| "You" (com Schiller)                           | 2008 | —  | — | 64 | —  | 19 | —  | —  |            | Sehnsucht                           |
| "Lucky" (com Jason Mraz)                       | 2008 | 48 | 8 | 44 | 56 | 22 | 10 | 21 | - US: Gold | We Sing. We Dance. We Steal Things. |
| "Breathe" (com Taylor Swift)                   | 2008 | 87 | — | —  | —  | —  | —  | —  |            | Fearless                            |
| "Entre Tus Alas" (com Camila)                  | 2011 | —  | — | —  | —  | —  | —  | —  |            | Dejarte de Amar (Deluxe Edition)    |
| "—" denota lançamentos não marcados nos charts |      |    |   |    |    |    |    |    |            |                                     |

### Outros singles
| Single               | Ano  | Melhores posições | Melhores posições | Melhores posições | Melhores posições | Álbum |
| Single               | Ano  | US                | US Adult          | US Pop            | CAN               | Álbum |
| -------------------- | ---- | ----------------- | ----------------- | ----------------- | ----------------- | ----- |
| "Mistletoe"          | 2007 | 75                | 7                 | 44                | 56                |       |
| "Dreams Collide"     | 2008 | 96                | —                 | —                 | —                 | Coco  |
| "Midnight Bottle"[A] | 2008 | —                 | —                 | —                 | —                 | Coco  |
|                      |      |                   |                   |                   |                   |       |

### Outras canções
| Ano  | Canção                                   | US AC | Álbum                      |
| ---- | ---------------------------------------- | ----- | -------------------------- |
| 2009 | "Have Yourself A Merry Little Christmas" | 12    | A Very Special Christmas 7 |

Notes
- A ^ Midnight Bottle é uma single exclusivo brasileiro.